# Animals (Broederliefde)
Animals is een lied van de Nederlandse rapformatie Broederliefde in samenwerking met de Nederlandse rapper 3robi. Het stond in 2021 als twintigste track op het album Medaille van Broederliefde.

## Achtergrond
Animals is geschreven door Anass Haouam, Emerson Akachar, Eranio Spencer, Javiensley Dams, Jean Samuel Seka, Jerzy Miquel Rocha Livramento en Melvin Silberie en geproduceerd door Eurosoundzz en Heaven Sam. Het is een nummer dat past in het genre nederhop met effecten uit de dancehall. In het lied rappen en zingen de artiesten over hoe wild zij zijn; ze beschrijven zichzelf als beesten. Het is de eerste en anno 2023 de enige keer dat Broederliefde samenwerkt met 3robi.

## Hitnoteringen
Ondanks dat het lied niet als single was uitgebracht, hadden de artiesten toch bescheiden succes met het lied in Nederland. Het piekte op de 41e plaats van de Single Top 100 in de drie weken dat het in deze hitlijst te vinden was. De Top 40 en haar Tipparade werden niet bereikt.